# (20007) Marybrown
(20007) Marybrown est un astéroïde de la ceinture principale.

## Description
(20007) Marybrown est un astéroïde de la ceinture principale. Il fut découvert le 7 juin 1991 à l'Observatoire Palomar par Carolyn S. Shoemaker et Eugene M. Shoemaker. Il présente une orbite caractérisée par un demi-grand axe de 2,38 UA, une excentricité de 0,23 et une inclinaison de 15,0° par rapport à l'écliptique.

## Compléments